# Маха-Шиваратрі
Маха-Шиваратрі або Маха-Шивратрі («велика ніч Шиви») — індуїстський фестиваль, що проводиться щороку на 13 ніч / 14 день темної половини місяцю Мааґха або Пхалунґа за індуїстським календарем (остання ніч перед новим місяцем). Під час фестивалю Шиві підносяться дари у вигляді листя баеля і ганджі, святкування тривають усю ніч. Також на свято проводяться сеанси йоги і медитації.
У 14-й день (чатурдаші) крішна—пакша (темної половини) місяця Мага святкується Велика Ніч Господа Шиви — Маха Шиваратрі (англ. Maha Shivaratri). Індуїстські писання, зокрема, Сканда-Пурана, описують чотири види Шиваратрі:
- Перший — Нітйа Шиваратрі (щоденний Шиваратрі — щоночі).
- Другий — Маса Шиваратрі (щомісячний Шиваратрі), який дотримується в чотирнадцятий місячний день (Чатурдаші) старіючого Місяця (крішна—пакши).
- Третій — Магха — Пратхам — Аді Шиваратрі, який дотримується протягом перших тринадцяти місячних днів місяця Мага.
- Четвертий — Маха Шиваратрі, який дотримується в чотирнадцятий місячний день (Чатурдаші) темної половини (крішна—пакши) місяця на Мага. У ніч цього Чатурдаші Шива шанується в протягом всієї ночі.

У цю ніч, згідно з переказами, Господь Шива почав тандава — танець первинного творіння, збереження і руйнування. Віддані Шиві звертаються до нього протягом всієї ночі Шиваратрі, здійснюючи Абішек, повторюючи мантри і виконуючи інші ритуали. На Шиваратрі зазвичай проводиться чотири пуджі, присвячених різним аспектам і проявам Шиви, щоб охопити різні методи поклоніння, як ведичні, так і тантричні. Крім того, таке шанування символізує різні етапи духовного зростання, переходи з однієї ачар'ї в іншу на єдиному шляху реалізації.
У різних областях Індії обряди дещо відрізняються. Особливо Маха Шиваратрі святкується в Варанасі (Каші) — священному місті Господа Шиви і в Кашмірі — області, де шанування Шиви було особливо сильно розвинене. У 9 столітті Кашмірський святий поет Утпалдева, описуючи Шиваратрі, написав: «Коли одночасно встановлюються Сонце, Місяць і всі зірки, приходить сяюча ніч Шиви, що поширює власне сяйво». Кашмірські Пандіта зазвичай святкували Шиваратрі протягом 23 днів. Спочатку шість днів були присвячені очищенню дому та купівлі предметів для Пуджі. Потім 2-3 дні проводилися в благочестивих молитвах. Один день був призначений для дарування подарунків. Два дні шанувався Бхайрава. Один день був призначений для шанування Шиви. Наступного дня найстарший чоловік у сім'ї робив подарунки всім членам родини. Потім день шанування Шиви. Наступного дня готувався прасада з волоських горіхів і рисових пирогів.
У минулому свято часто тривало до Аштамі (8-го місячного дня). Останній день також відзначає кінець зими і святкується спалюванням Кангрі. Була велика радість і веселощі навколо. Люди одягали новий і найкращий одяг, і сім'ї сиділи разом і насолоджувалися грою з мушлями.